# 대한민국 민법 제73조
대한민국 민법 제56조는 사원권의 양도, 상속금지를 규정한 민법총칙 조문이다.

## 조문
제56조(사원권의 양도, 상속금지) 사단법인의 사원의 지위는 양도 또는 상속할 수 없다.

제73조(사원의 결의권) ① 각 사원의 결의권은 평등으로 한다.
②사원은 서면이나 대리인으로 결의권을 행사할 수 있다.
③전2항의 규정은 정관에 다른 규정이 있는 때에는 적용하지 아니한다.

## 참고 문헌
- 오현수, 일본민법, 진원사, 2014. ISBN 978-89-6346-345-2
- 오세경, 대법전, 법전출판사, 2014 ISBN 978-89-262-1027-7
- 이준현, LOGOS 민법 조문판례집, 미래가치, 2015. ISBN 979-1-155-02086-9